# Code de commerce
Cet article possède un paronyme, voir Code commercial.
Un code de commerce est un ensemble de lois concernant le commerce, et notamment les entreprises et les contrats.

## Par pays
- Code de commerce (Allemagne) (Handelsgesetzbuch ou HGB - voir droit allemand)
- Code de commerce (Belgique) (voir droit belge)
- Code de commerce (France) (voir droit français)
- Code de commerce (Luxembourg) (voir droit luxembourgeois)
- Code de commerce (Macao) (voir droit macanais)
- Code de commerce (Maroc) (voir droit marocain)
- Code de commerce ottoman
- Code de commerce syrien
- Code de commerce (Tunisie) (voir droit tunisien)

## Régimes juridiques alternatifs
Un Code de commerce n'est pas l'unique modèle de gouvernance des sociétés. Il existe d'autres types de régimes juridiques.
Dans les territoires de common law comme la province canadienne de l'Ontario, plutôt qu'un Code de commerce, il est d'usage de combiner la common law avec des lois statutaires sur les sociétés par actions et les sociétés de personnes, (dans certains territoires, il existe aussi une Loi sur les compagnies). Le Québec combine plutôt les règles du Code civil du Québec avec la Loi sur les sociétés par actions (LSA) et la Loi canadienne sur les sociétés par actions,.
Les États des États-Unis ont plutôt choisi d'adopter un Uniform Commercial Code. L'Uniform Commercial Code n'est pas un véritable Code de commerce au sens où ce terme est utilisé dans les pays de droit romano-civiliste, car il ne fait que déroger à la common law par une réécriture de ses règles.